# San Salvatore in Onda
San Salvatore in Onda är en kyrkobyggnad i Rom, helgad åt Frälsaren Jesus Kristus. Kyrkan är belägen vid Via dei Pettinari i Rione Regola och tillhör församlingen Santi Biagio e Carlo ai Catinari.
Kyrkans tillnamn (cognome) ”Onda” betyder "våg" eller "bölja". Det kommer av latinets unda, vilket även kan avse "svall", "hav", "flod". Onda åsyftar med all sannolikhet Tiberns återkommande översvämningar, vilka, innan Tiberkajerna uppfördes, orsakade stora problem.

## Kyrkans historia
Kyrkans första dokumenterade omnämnande återfinns i en bulla, promulgerad av påve Honorius II år 1127. Kyrkan nämns därefter i en bulla, promulgerad år 1186 av påve Urban III; bullan uppräknar den bland filialerna till församlingskyrkan San Lorenzo in Damaso.
Kyrkan innehas sedan 1844 av pallottinkongregationen, grundad av den helige Vincenzo Pallotti år 1835. År 1877 restaurerades interiören av arkitekten Luca Carimini.
Under högaltaret vilar den helige Vincenzo Pallotti. I kyrkan har även den saliga Elisabetta Sanna fått sitt sista vilorum. I kyrkans krypta finns rester av en byggnad från 100-talet e.Kr.

## Bilder
| - Helige Vincenzo Pallottis sarkofag. - Saliga Elisabetta Sannas grav. |